# Gianni Giacomini
Pour les articles homonymes, voir Giacomini.
Gianni Giacomini  (né le 18 août 1958 à Cimadolmo dans la province de Trévise) est un coureur cycliste italien.  Il a été champion du monde sur route des amateurs en 1979 et a représenté l'Italie lors des Jeux olympiques de 1980. Il est devenu professionnel en 1981 et a dû arrêter sa carrière en 1983 à cause d'un rétrécissement d'une artère de la jambe.

## Palmarès
- 1976
  -  Champion du monde du contre-la-montre par équipes juniors (avec Corrado Donadio, Ivano Maffei et Alessandro Primavera)
  - 4e du championnat du monde sur route juniors
- 1978
  -  Champion du monde sur route militaires
  -  Champion du monde militaire du contre-la-montre par équipes (avec Ivano Maffei, Silvestro Milani et Maurizio Bidinost)
  - 3e du championnat d'Italie sur route amateurs
- 1979
  -  Champion du monde sur route amateurs
  -  Médaillé d'or du contre-la-montre par équipes des Jeux méditerranéens (avec Mauro De Pellegrini, Alberto Minetti et Ivano Maffei)
  - Coppa Fiera di Mercatale
  - Grand Prix de Poggiana
  - 2e du championnat d'Union soviétique sur route
- 1980
  - Giro del Belvedere
  - Gran Premio Industria del Cuoio e delle Pelli
  - 5e et 6eb étapes du Tour des régions italiennes
  - 5e du contre-la-montre par équipes aux Jeux olympiques